# كراسني سولاين
كراسني سولاين (بالروسية: Красный Сулин) هي إحدى مدن روسيا في الكيان الفدرالي الروسي روستوف أوبلاست.

## أعلام
- فاليري كورزون